# Rags and the Girl
Rags and the Girl è un cortometraggio del 1915 diretto da Van Dyke Brooke. Il regista firma anche la sceneggiatura basata su una storia di James Oliver Curwood.

## Produzione
Il film fu prodotto dalla Vitagraph Company of America.

## Distribuzione
Distribuito dalla General Film Company, il film - un cortometraggio in una bobina - uscì nelle sale statunitensi il 29 settembre 1915. Copia della pellicola - un positivo 35 mm - viene conservata negli archivi dell'International Museum of Photography and Film at George Eastman House.